# Escola Nacional de Administração (Guiné-Bissau)
A Escola Nacional de Administração, também conhecida pela sigla ENA - Bissau, é uma instituição educacional pública da Guiné-Bissau.
Tem o objetivo de desenvolver competências na gestão das políticas públicas, sendo público prioritário os dirigentes e potenciais dirigentes do governo. Promove portanto a formação e a qualificação de quadros de alto nível, com a missão de modernizar e tornar eficiente a administração pública.
A ENA-Bissau é dotada de autonomia administrativa, financeira, patrimonial, científica e pedagógica, nos termos da lei.
A instituição é tutelada pelo Ministério da Educação Nacional.

## Histórico
A ENA-Bissau descende uma uma instituição fundada no ano de 1982 chamada "Centro de Formação Administrativa" (CENFA), ligada à administração pública e vocacionada à formar quadros burocráticos de qualidade para o país.
Com apoio financeiro do Banco Africano de Desenvolvimento (BAD), o governo da Guiné-Bissau transformou , em 5 de maio de 2010, o CENFA em uma Escola Nacional de Administração, dando-lhe um caráter mais plural e autônomo, permitindo também que a instituição somasse mais características de uma escola superior.
Em 2014 iniciou as negociações para que fosse integrada à estrutura orgânica da Universidade Amílcar Cabral (UAC); anunciou-se que o processo de tutela havia iniciado em 2018, mas nunca foi concluído ou estabelecido a vinculação à UAC.

## Estrutura
Os seus cursos de licenciatura oferecidos são os seguintes: 
- Licenciatura em Contabilidade e Gestão;
- Licenciatura em Administração.

A ENA-Bissau oferece cursos técnicos em:
- Técnico em Contabilidade e Gestão;
- Técnico em Administração.